# Eutelesia phaeochroa
Eutelesia phaeochroa är en fjärilsart som beskrevs av George Francis Hampson 1914. Eutelesia phaeochroa ingår i släktet Eutelesia och familjen björnspinnare. Inga underarter finns listade i Catalogue of Life.